# Mariāni
Mariāni är en ort i Indien.   Den ligger i distriktet Jorhat och delstaten Assam, i den östra delen av landet, 1 700 km öster om huvudstaden New Delhi. Mariāni ligger 118 meter över havet och antalet invånare är 23 640.
Terrängen runt Mariāni är platt. Runt Mariāni är det tätbefolkat, med 369 invånare per kvadratkilometer. Närmaste större samhälle är Jorhāt, 15,7 km nordväst om Mariāni. Omgivningarna runt Mariāni är en mosaik av jordbruksmark och naturlig växtlighet.